# Oktettregeln

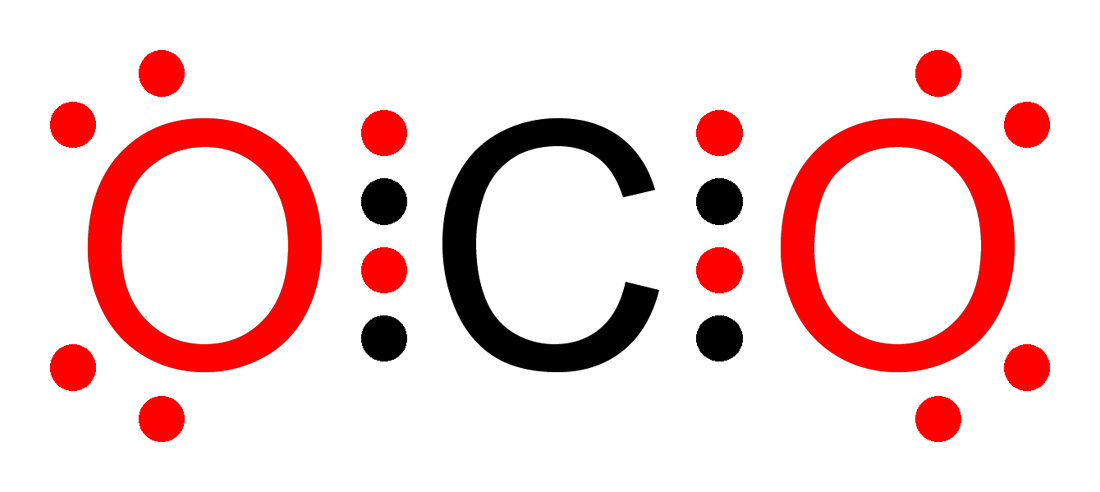
Bindningen i koldioxid (CO_{2}): alla atomer är omgivnav av åtta elektroner, vilket uppfyller oktettregeln.

Oktettregeln är en enkel regel som tillämpas i kemin. Den säger att atomer tenderar att kombineras på ett sådant sätt att varje atom innehåller åtta elektroner i sitt yttersta skal (undantag är väte och helium). På så sätt uppnår atomerna en ädelgasstruktur. När en atom har ädelgaskonfiguration är den stabilare än med vanliga elektronkonfigurationer. Regeln tillämpas på huvudgrupperna i det periodiska systemet och speciellt på kol-, kväve-, syre- och halogengrupperna.
Det är dock viktigt att minnas att det inte rör sig om en universell regel, utan en tumregel med ett antal undantag, av vilka det vanligaste torde vara att atomer som väte och helium även kan sträva efter att ha ett enda atomskal med två elektroner i.
Oktettregeln går ut på att kunna förklara hur elektronerna befinner sig inuti en atom. Elektronerna befinner sig i olika nivåer (K-skalet, L-skalet, M-skalet, och så vidare), men även i varje nivå finns det olika energinivåer. I K-skalet finns det bara plats för 2 stycken elektroner, medan i L-skalet får det plats 8 stycken, (det finns 2 energinivåer i L-skalet, över- och undernivå; i undernivån får det plats 2 elektroner medan i övernivån får det plats 6 stycken). I M-skalet börjar det bli allt mer komplicerat – där finns det tre olika energinivåer (först fylls undernivån med 2 elektroner, sedan mellannivån med 6 elektroner, men innan den översta energinivån i M-skalet fylls börjar elektronerna fylla den understa energinivån i N-skalet med 2 elektroner, sedan kan elektronerna fortsätta att fyllas på i M-skalets översta energinivå upp till 10 elektroner). 
Grundämnet kalium (K) har exempelvis atomnumret 19 och är en alkalimetall, har både K-skalet och L-skalet fullt. När M-skalet har fyllts upp till åtta (2 elektroner i undernivån och 6 i övernivån) fylls N-skalet på med 1 elektron i den understa energinivån.
En manganatom (Mn) har atomnumret 25. Det finns alltså 25 elektroner i höljet. I K-skalet och L-skalet fylls platserna i tur och ordning. M-skalet får först 8 elektroner. Nu finns totalt 18 elektroner. Nästa elektronpar hamnar i den lägsta lediga undernivån. Den finns i N-skalet. Nu finns det 20 elektroner. Ytterligare 5 elektroner ska ta plats. Lägsta lediga energinivå finns i M-skalet.